# Dreamland (Robert Plant-album)
Dreamland är sångaren Robert Plants sjunde soloalbum, utgivet 2002. Det var hans första med kompbandet Strange Sensation. Albumet består till större delen av covers på folk- och rocklåtar.

## Låtlista
1. "Funny in My Mind (I Believe I'm Fixin' to Die)" (Justin Adams/John Baggot/Clive Deamer/Charlie Jones/Robert Plant/Porl Thompson/Bukka White) - 4:45
2. "Morning Dew" - (Bonnie Dobson/Tim Rose) 4:26
3. "One More Cup of Coffee" (Bob Dylan) - 4:04
4. "Last Time I Saw Her" (Justin Adams/John Baggot/Clive Deamer/Charlie Jones/Robert Plant/Porl Thompson) - 4:41
5. "Song to the Siren" (Larry Beckett/Tim Buckley) - 5:54
6. "Win My Train Fare Home (If I Ever Get Lucky)" (Justin Adams/John Baggot/Clive Deamer/Charlie Jones/Robert Plant/Porl Thompson) - 6:04
7. "Darkness, Darkness" (Jesse Colin Young) - 7:25
8. "Red Dress" (Justin Adams/John Baggot/Clive Deamer/Charlie Jones/Robert Plant/Porl Thompson) - 5:24
9. "Hey Joe" (Billy Roberts) - 7:12
10. "Skip's Song" (Skip Spence) - 4:48